# Dicliptera aculeata
Dicliptera aculeata är en akantusväxtart som beskrevs av C. B. Cl.. Dicliptera aculeata ingår i släktet Dicliptera och familjen akantusväxter. Inga underarter finns listade i Catalogue of Life.